# Squaw-Hay-One Indian Reserve 11
Squaw-Hay-One Indian Reserve 11 (franska: Réserve indienne Squaw-Hay-One 11) är ett reservat i Kanada.   Det ligger i provinsen British Columbia, i den sydvästra delen av landet, 3 600 km väster om huvudstaden Ottawa.
I omgivningarna runt Squaw-Hay-One Indian Reserve 11 växer i huvudsak blandskog. Runt Squaw-Hay-One Indian Reserve 11 är det ganska tätbefolkat, med 129 invånare per kvadratkilometer.